# Balompie CF
Balompié Club de Fútbol (también conocido como Balompié, Los Azulones, Los Mestizos) es un equipo de fútbol de Manila, Filipinas. Balompié FC es uno de los equipos principales y activos en los torneos avalados por la Federación Filipina de Fútbol. El club constantemente juega en los torneos avalado por la FFF tales como El apertura masculino (NCR) y Ang Liga. Ganaron "la Copa de la Unidad 7" dos veces, la Copa del Presidente 2 veces, y la Terry Razón Copa Filipina 2 veces también.
Ellos son uno de los clubes de fútbol más populares de las Filipinas junto con Makati FC, Blue Guards FC, Kaya FC, entre otros. 
El club fue fundado por varios apasionados por este deporte, como Piltifo Pascote, Ramón Ocolpa, Pablo Polana, etc.

## Nombre del Club
El nombre del club "balompié" proviene de la traducción del inglés al español de la palabra fútbol (foot= pie; ball= balón). Originalmente el club fue llamado Club Deportivo de Mestizos Manila, por ello es que proviene su apodo de mestizos. Esto se debe a que el club fue dominado por mestizos españoles y también la mayoría de los jugadores son mestizos españoles.

## Historia
El Club Deportivo de Mestizos de Manila, fue fundado en 1931. El club comenzó con solo un grupo de amigos de la ciudad de Manila jugando al fútbol en el estadio de la Universidad de Santo Tomás todos los domingos. El grupo originalmente se componía de peninsulares (españoles nacidos en España), insulares (españoles nacidos en Filipinas y mestizos (filipinos con ascendencia española), estos últimos fueron los que le dieron el apodo de "los Mestizos" al club.
- Datos: Q5717467